# Francesca Cabrini (film)
Francesca Cabrini (Cabrini) è un film del 2024 diretto da Alejandro Monteverde.

## Trama
La suora missionaria Francesca Saverio Cabrini incontra resistenza ai suoi sforzi di beneficenza sociale a New York. Madre Cabrini subisce anche il sessismo e il bigottismo anti-italiano affrontati dagli immigrati a New York alla fine del XIX secolo.

## Distribuzione
Il film è stato distribuito nelle sale nordamericane l'8 marzo 2024. In Italia, dopo anteprime nei giorni precedenti, è stato distribuito il 17 ottobre.

## Accoglienza

### Incassi
Il film ha incassato poco più di 20,4 milioni di dollari.

### Critica
Su Rotten Tomatoes 96 critici esprimono un gradimento del 90% con un voto medio di 7/10; su Metacritic il voto medio di 14 critici è di 51/100.